# 周紀
周紀（1442年—？），字廷理，浙江嘉興府嘉善縣人，民籍，明朝政治人物。

## 生平
成化二十二年（1486年）丙午科應天鄉試第七十名舉人，成化二十三年（1487年）中式丁未科會試第二百三十名，三甲第一百三十名進士。

## 家族
曾祖周達道；祖父周騭；父周俊，母糜氏。永感下。